# Courtland (Virgínia)
Courtland és una població dels Estats Units a l'estat de Virgínia. Segons el cens del 2000 tenia 1.270 habitants.

## Demografia
Segons el cens del 2000, Courtland tenia 1.270 habitants, 460 habitatges, i 300 famílies. La densitat de població era de 533 habitants per km².
Dels 460 habitatges en un 33,9% hi vivien nens de menys de 18 anys, en un 42,6% hi vivien parelles casades, en un 20,9% dones solteres, i en un 34,6% no eren unitats familiars. En el 32,6% dels habitatges hi vivien persones soles el 17% de les quals corresponia a persones de 65 anys o més que vivien soles. El nombre mitjà de persones vivint en cada habitatge era de 2,35 i el nombre mitjà de persones que vivien en cada família era de 2,96.
Per edats la població es repartia de la següent manera: un 23,1% tenia menys de 18 anys, un 7,6% entre 18 i 24, un 27% entre 25 i 44, un 23,1% de 45 a 60 i un 19,1% 65 anys o més.
L'edat mediana era de 38 anys. Per cada 100 dones de 18 o més anys hi havia 87,7 homes.
La renda mediana per habitatge era de 31.750 $ i la renda mediana per família de 43.229 $. Els homes tenien una renda mediana de 34.464 $ mentre que les dones 20.714 $. La renda per capita de la població era de 18.474 $. Entorn del 19,2% de les famílies i el 21,6% de la població estaven per davall del llindar de pobresa.

## Poblacions més properes
El següent diagrama mostra les poblacions més properes.